# Acanthobunocephalus nicoi
Acanthobunocephalus nicoi – endemiczny gatunek słodkowodnej ryby sumokształtnej z rodziny Aspredinidae. Jedyny przedstawiciel rodzaju Acanthobunocephalus. 

## Występowanie
Ameryka Południowa, górne odcinki rzek w Wenezueli.

## Wielkość
Dorasta do 2 cm długości.